# Milentija Popovića
La rue Milentija Popovića (en serbe cyrillique : Милентија Поповића) est située à Belgrade, la capitale de la Serbie, dans la municipalité urbaine de Novi Beograd.

## Parcours
La rue Milentija Popovića prend naissance au niveau du Bulevar Mihaila Pupina. Elle s'oriente vers le sud-ouest et laisse sur sa droite le Bulevar Zorana Đinđića, qui commence à cette hauteur, puis elle traverse le Bulevar Arsenija Čarnojevića (qui fait partie de la route européenne E 75) avant d'aboutir au Bulevar Milutina Milankovića.

## Culture
Le Sava centar, situé au n° 9, a été construit en 1977 ; il constitue un grand centre de congrès mais il accueille également de nombreuses manifestations culturelles (musique, danse, théâtre, cinéma etc.), notamment dans le cadre des festivals FEST (cinéma), BEMUS (musique) et BITEF (théâtre).

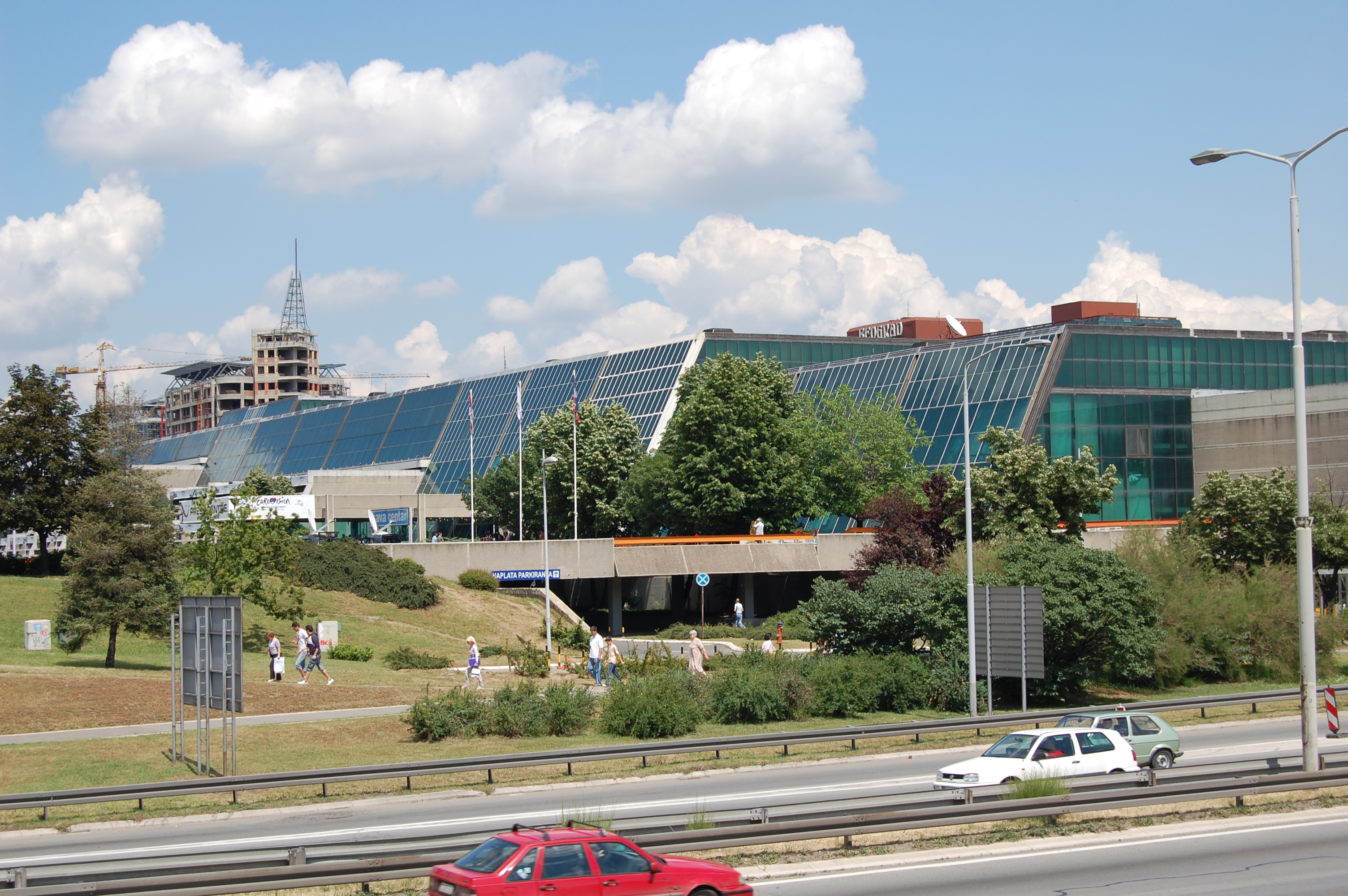
Le Sava centar

## Éducation
L'école maternelle Leptirić se trouve au n° 34 de la rue.
L'école élémentaire Jovan Dučić est situé au n° 12a et l'école Laza Kostić au n° 72.

## Économie

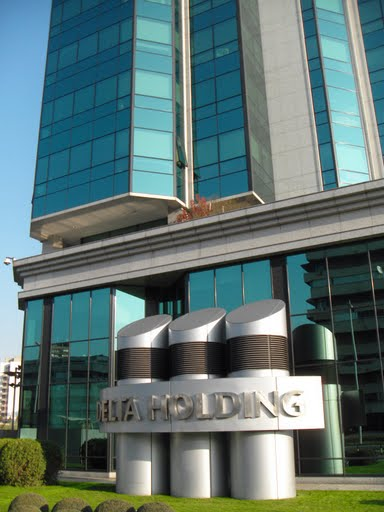
Le siège de la Delta Holding, au n° 7b

Au n° 1 de la rue se trouve le siège belgradois de la Naftna industrija Srbije, la plus importante compagnie pétrolière de Serbie ; elle entre dans la composition du BELEX15, l'indice principal de la Bourse de Belgrade. La Delta Holding a son siège social au n° 7b ; cette société offre un grand choix de services comme l'import-export, la banque, l'assurance ou la grande distribution ; le grand centre commercial de Delta City, à Novi Beograd, lui appartient. La Banca Intesa Beograd, filiale du groupe bancaire italien Banca Intesa, a son siège social au n° 7b.
Au n° 5 de la rue se trouve l'hôtel Hyatt Regency Belgrade, un établissement cinq étoiles installé dans un bâtiment de style contemporain en verre et en acier.
Un supermarché Maxi est situé au n° 32b et un Mini Maxi au n° 41.

## Transports
La rue est desservie par la société GSP Beograd. Elle est parcourue par les lignes de bus 68 (Zeleni venac – Novi Beograd Blok 70) et 95 (Novi Beograd Blok 45 – Borča III). On y trouve aussi des arrêts pour les tramways des lignes 7 (Ustanička - Blok 45), 7L (Tašmajdan - Blok 45), 9 (Banjica - Blok 45), 11 (Kalemegdan - Blok 45)et 13 (Blok 45 – Banovo brdo).